# Grand Prix moto de la Communauté valencienne 2004
Le Grand Prix de la Communauté valencienne 2004 était la dernière épreuve du championnat du monde de vitesse moto 2004. Il a eu lieu du 29 au 31 octobre 2004 sur le circuit de Valence. C'est la 6e édition du Grand Prix moto de la Communauté valencienne.

## Classement Moto GP
| Pos. | Pilote            | Constructeur | Temps           | Grille | Points |
| ---- | ----------------- | ------------ | --------------- | ------ | ------ |
| 1    | Valentino Rossi   | Yamaha       | 47 min 16 s 145 | 3      | 25     |
| 2    | Max Biaggi        | Honda        | +0 s 425        | 2      | 20     |
| 3    | Troy Bayliss      | Ducati       | +3 s 133        | 6      | 16     |
| 4    | Sete Gibernau     | Honda        | +6 s 128        | 4      | 13     |
| 5    | Makoto Tamada     | Honda        | +7 s 768        | 1      | 11     |
| 6    | Alex Barros       | Honda        | +14 s 675       | 12     | 10     |
| 7    | Shinya Nakano     | Kawasaki     | +23 s 315       | 10     | 9      |
| 8    | Colin Edwards     | Honda        | +27 s 441       | 8      | 8      |
| 9    | Loris Capirossi   | Ducati       | +29 s 403       | 13     | 7      |
| 10   | Norifumi Abe      | Yamaha       | +31 s 537       | 15     | 6      |
| 11   | Alex Hoffman      | Kawasaki     | +37 s 951       | 11     | 5      |
| 12   | John Hopkins      | Suzuki       | +1 min 02 s 014 | 7      | 4      |
| 13   | Jeremy McWilliams | Aprilia      | +1 min 04 s 637 | 14     | 3      |
| 14   | Carlos Checa      | Yamaha       | +1 min 08 s 042 | 9      | 2      |
| 15   | Neil Hodgson      | Ducati       | +1 min 09 s 364 | 18     | 1      |
| 16   | Garry McCoy       | Aprilia      | +1 min 15 s 022 | 20     |        |
| 17   | Gregorio Lavilla  | Suzuki       | +1 min 15 s 274 | 19     |        |
| 18   | Nobuatsu Aoki     | Proton       | +1 tour         | 21     |        |
| 19   | James Ellison     | Harris WCM   | +1 tour         | 23     |        |
| Abd. | Olivier Jacque    | Moriwaki     | Abandon         | 22     |        |
| Abd. | Nicky Hayden      | Honda        | Abandon         | 5      |        |
| Abd. | Chris Burns       | Harris WCM   | Abandon         | 25     |        |
| Abd. | Marco Melandri    | Yamaha       | Abandon         | 16     |        |
| Abd. | Ruben Xaus        | Ducati       | Abandon         | 17     |        |

## Classement 250 cm3
| Pos  | Pilote           | Constructeur | Temps           | Grille | Points |
| ---- | ---------------- | ------------ | --------------- | ------ | ------ |
| 1    | Dani Pedrosa     | Honda        | 44 min 10 s 176 | 1      | 25     |
| 2    | Toni Elías       | Honda        | +8 s 086        | 7      | 20     |
| 3    | Randy de Puniet  | Aprilia      | +27 s 412       | 6      | 16     |
| 4    | Franco Battaini  | Aprilia      | +31 s 620       | 5      | 13     |
| 5    | Chaz Davies      | Aprilia      | +34 s 059       | 16     | 11     |
| 6    | Fonsi Nieto      | Aprilia      | +34 s 784       | 11     | 10     |
| 7    | Roberto Rolfo    | Honda        | +40 s 352       | 10     | 9      |
| 8    | Naoki Matsudo    | Yamaha       | +46 s 761       | 9      | 8      |
| 9    | Héctor Faubel    | Aprilia      | +46 s 770       | 21     | 7      |
| 10   | Alex Baldolini   | Aprilia      | +58 s 235       | 25     | 6      |
| 11   | David de Gea     | Honda        | +1 min 03 s 287 | 15     | 5      |
| 12   | Arnaud Vincent   | Aprilia      | +1 min 05 s 615 | 13     | 4      |
| 13   | Jakub Smrž       | Honda        | +1 min 06 s 024 | 17     | 3      |
| 14   | Alex Debón       | Honda        | +1 min 06 s 858 | 8      | 2      |
| 15   | Joan Olive       | Aprilia      | +1 min 10 s 842 | 23     | 1      |
| 16   | Alvaro Molina    | Aprilia      | +1 min 13 s 946 | 24     |        |
| 17   | Johann Stigefelt | Aprilia      | +1 min 14 s 621 | 20     |        |
| 18   | Dirk Heidolf     | Aprilia      | +1 min 15 s 103 | 26     |        |
| 19   | Radomil Rous     | Aprilia      | +1 min 40 s 045 | 27     |        |
| 20   | Grégory Leblanc  | Aprilia      | +1 tour         | 28     |        |
| 21   | Hans Smees       | Aprilia      | +1 tour         | 30     |        |
| 22   | Jarno Ronzoni    | Yamaha       | +1 tour         | 31     |        |
| Abd. | Sebastian Porto  | Aprilia      | Abandon         | 2      |        |
| Abd. | Sylvain Guintoli | Aprilia      | Abandon         | 12     |        |
| Abd. | Frederik Watz    | Yamaha       | Abandon         | 29     |        |
| Abd. | Taro Sekiguchi   | Yamaha       | Abandon         | 19     |        |
| Abd. | Alex De Angelis  | Aprilia      | Abandon         | 3      |        |
| Abd. | Manuel Poggiali  | Aprilia      | Abandon         | 14     |        |

## Classement 125 cm3
| Pos  | Pilote            | Constructeur | Temps           | Grille | Points |
| ---- | ----------------- | ------------ | --------------- | ------ | ------ |
| 1    | Héctor Barberá    | Aprilia      | 40 min 45 s 283 | 2      | 25     |
| 2    | Andrea Dovizioso  | Honda        | +0 s 761        | 1      | 20     |
| 3    | Álvaro Bautista   | Aprilia      | +0 s 979        | 11     | 16     |
| 4    | Pablo Nieto       | Aprilia      | +1 s 285        | 14     | 13     |
| 5    | Sergio Gadea      | Aprilia      | +1 s 338        | 5      | 11     |
| 6    | Roberto Locatelli | Aprilia      | +3 s 708        | 7      | 10     |
| 7    | Gino Borsoi       | Aprilia      | +8 s 782        | 4      | 9      |
| 8    | Simone Corsi      | Honda        | +12 s 425       | 13     | 8      |
| 9    | Gabor Talmacsi    | Malaguti     | +12 s 515       | 10     | 7      |
| 10   | Steve Jenkner     | Aprilia      | +16 s 655       | 9      | 6      |
| 11   | Mattia Pasini     | Aprilia      | +19 s 936       | 15     | 5      |
| 12   | Mirko Giansanti   | Aprilia      | +20 s 076       | 25     | 4      |
| 13   | Julián Simón      | Aprilia      | +20 s 127       | 8      | 3      |
| 14   | Thomas Lüthi      | Honda        | +31 s 001       | 17     | 2      |
| 15   | Fabrizio Lai      | Gilera       | +38 s 040       | 12     | 1      |
| 16   | Michele Pirro     | Aprilia      | +39 s 610       | 28     |        |
| 17   | Lorenzo Zanetti   | Honda        | +39 s 951       | 21     |        |
| 18   | Michael Ranseder  | KTM          | +45 s 884       | 36     |        |
| 19   | Julian Miralles   | Aprilia      | +46 s 171       | 33     |        |
| 20   | Gioele Pellino    | Aprilia      | +46 s 357       | 32     |        |
| 21   | Imre Tóth         | Aprilia      | +46 s 403       | 26     |        |
| 22   | Nicolas Terol     | Aprilia      | +46 s 803       | 24     |        |
| 23   | Vesa Kallio       | Aprilia      | +56 s 536       | 31     |        |
| 24   | Aleix Espargaro   | Honda        | +56 s 557       | 29     |        |
| 25   | Manuel Hernandez  | Aprilia      | +59 s 931       | 22     |        |
| 26   | Enrique Jerez     | Aprilia      | +1 min 02 s 191 | 34     |        |
| 27   | Jordi Carchano    | Aprilia      | +1 min 02 s 284 | 35     |        |
| Abd. | Casey Stoner      | KTM          | Abandon         | 6      |        |
| Abd. | Jorge Lorenzo     | Derbi        | Abandon         | 3      |        |
| Abd. | Dario Giuseppetti | Honda        | Abandon         | 19     |        |
| Abd. | Raymond Schouten  | Honda        | Abandon         | 37     |        |
| Abd. | Manuel Manna      | Malaguti     | Abandon         | 30     |        |
| Abd. | Mika Kallio       | KTM          | Abandon         | 20     |        |
| Abd. | Max Sabbatani     | Honda        | Abandon         | 38     |        |
| Abd. | Lukas Pesek       | Honda        | Abandon         | 16     |        |
| Abd. | Andrea Ballerini  | Aprilia      | Abandon         | 18     |        |
| Abd. | Ángel Rodríguez   | Derbi        | Abandon         | 23     |        |
| Abd. | Stefano Perugini  | Gilera       | Abandon         | 27     |        |